# NGC 5066
NGC 5066 (NGC 5069) é uma galáxia espiral (Sa) localizada na direcção da constelação de Virgo. Possui uma declinação de -10° 14' 02" e uma ascensão recta de 13 horas, 18 minutos e 28,4 segundos.
A galáxia NGC 5066 foi descoberta em 30 de Maio de 1864 por Albert Marth.